# GV San José
Der Club Gualberto Villarroel Deportivo San José ist ein bolivianischer Sportverein aus Oruro, der hauptsächlich für seine Fußballabteilung bekannt ist.

## Geschichte
Gegründet wurde der Klub 1968 als Club Gualberto Villarroel in Anlehnung an den 39. Präsidenten Boliviens Gualberto Villarroel López. Viele Jahre spielte der Klub unterklassig und schaffte erst 2015 den Sprung in die Primera A der Asociación de Fútbol Oruro. Im Februar 2022 wurde der Klub an José Sánchez Aguilar, den Ex-Präsidenten des Club San José, verkauft. Obwohl der Club Gualberto Villarroel Vereinsfarben, -wappen und -name änderte, war es keine Fusion mit dem 2021 abgestiegenen Club San José. In der Saison 2023 nahm der GV San José an der Copa Simón Bolívar teil und gewann diese mit einem Finalsieg im Elfmeterschießen über San Antonio Bulo Bulo. Damit spielt der Klub aus dem Westen Boliviens 2024 erstmals in seiner Geschichte erstklassig.

## Erfolge
- Sieger der Copa Simón Bolívar: 2023